# Johann Baptist von Weiß
Johann Baptist von Weiß (Weiss) (Ettenheim, 17 luglio 1820 – Graz, 8 marzo 1899) è stato uno storico, scrittore e docente tedesco. 
Divenne noto attraverso i suoi 22 volumi di Weltgeschichte (Storia del Mondo) e altri lavori storici.

## Biografia
Anche se proveniva da un ambiente umile, Weiss poté frequentare il Liceo a Friburgo in Brisgovia e studiare a Tubinga, Heidelberg e a Monaco di Baviera. Nel 1844 assunse un incarico di insegnante di lingua francese e inglese presso la Scuola Superiore Cittadina di Friburgo. Dopo la rivoluzione del 1848, durante la quale parteggiò per una "Soluzione Pantedesca" e si oppose alla Repubblica di Baden, Weiss assunse la redazione del Freiburger Zeitung (Giornale di Friburgo). Nel 1854 intraprese la professione di professore all'Università di Carlo Francesco a Graz. Là iniziò a scrivere la sua Weltgeschichte (Storia del Mondo), alla quale lavorò fino alla sua morte. Ulteriori opere sono la Geschichte Alfreds des Großen (Storia di Alfredo il Grande) (1852), Geschichte der deutschen Volkstrachten im Mittelalter (Storia del costume nazionale tedesco nel Medioevo) (1865) e Byzantinische Geschichten (Storie Bizantine) (1872).
L'imperatore Francesco Giuseppe d'Austria lo nominò membro a vita della Camera dei Signori, lo elevò allo stato personale di Nobiltà e lo insignì di parecchi Ordini. Il papa Pio IX gli conferì l'Ordine di Gregorio. Nella sua città natale di Ettenheim c'è una strada a lui dedicata.